# 2MASS J15461461+4932114
2MASS J15461461+4932114 ist ein Brauner Zwerg der Spektralklasse T2.5 im Sternbild Bärenhüter. Er wurde 2008 von Stanimir A. Metchev et al. entdeckt.